# Jo Hae-chung
Pour les articles homonymes, voir Jo.
Jo Hae-chung (en hangeul : 조혜정 ; RR : Jo Hye-jeong), née à Pusan le 5 mars 1953 et morte le 30 octobre 2024, est une  joueuse sud-coréenne de volley-ball.
Elle est médaillée de bronze aux Jeux de 1976.

## Carrière
Jo Hae-chung fait partie de l'équipe sud-coréenne qui remporte la médaille de bronze à Montréal lors des Jeux olympiques de 1976. Elle était également membre de l'équipe sud-coréenne qui termine 4e des Jeux de 1972 à Munich et remporte une médaille mondiale en bronze en 1974.
Elle sert en tant que porte-drapeau à la cérémonie d'ouverture des Jeux olympiques d'été de 1988 à Séoul.

## Palmarès
- Jeux olympiques
  -  1976 à Montréal.
- Championnat du monde
  -  1974 à Mexico
- Jeux asiatiques
  -  1970 à Bangkok.
  -  1974 à Téhéran.